# Милан Антончић Велебит
Милан Антончић Велебит (Госпић, 2. октобар 1918 — Београд, 24. октобар 1997), учесник Народноослободилачке борбе, генерал-потпуковник ЈНА и народни херој Југославије.

## Биографија
Рођен је 2. октобра 1918. године у Госпићу. Потиче из сиромашне радничке породице. У Госпићу је поред основне школе, завршио и четири разреда ниже гимназије. Због тешког материјалног стања није могао да настави школовање у гимназији, па је уписао Подофицирску школу Југословенске војске.
После завршетка школовања службовао је у Скопљу, као руководилац администрације артиљеријске батерије. Ту је дошао у додир с револуционарном омладином и радничким покретом. Године 1939. одбио је да са својим водом пуца у демонстранте који су на скопским улицама протестовали због окупације Албаније од стране фашистичке Италије. Због тога је био ухапшен, и после изласка из затвора премештен у Краљево. Ту се повезао с радницима из Фабрике вагона и укључио се у рад њиховог спортског друштва „Железничар“.

### Народноослободилачка борба
После Априлског рата и капитулације Југословенске војске, 1941. године, Немци су га два пута заробљавали, али је оба пута успео да побегне и врати се у Краљево. Чим су почеле припреме за оружани устанак, Милан се укључио у припреме и по задатку Партије, отишао је на планину Гоч. Тамо се придружио групи партизана и учествовао у првим оружаним акцијама на подручју Краљева.
После Прве непријатељске офанзиве и налазио се међу партизанским јединицама које су се повукле у Санџак, крајем новембра 1941. године. Када је 21. децембра 1941. године у Рудом формирана Прва пролетерска ударна бригада, постављен је за командира Чете пратећих оруђа, а затим је био заменик команданта Четвртог крагујевачког и командант Шестог београдског батаљона. Учествовао је у свим великим борбама које је Прва пролетерска бригада водила на подручју Босне, Херцеговине и Црне Горе. У чланство Комунистичке партије Југославије (КПЈ) примљен је 1942. године.
Приликом напада на Теслић, на Нову 1943. годину, налазио се на челу батаљона, када је јурнуо у град и заробио топове. Затим је гађајући из стрељачког строја помогао у заузимању утврђених зграда и гранатама из топа уништио оклопни воз. Тиме је омогућено другим јединицама, које су тада нападале на град, да га лакше изврше свој задатак. У нападу на Шујицу, децембра 1943. године, био је рањен.
У пролеће 1944. постављен је за команданта Прве бригаде Шесте личке пролетерске дивизије. Њом је командовао у току борби и маршева од десанта на Дрвар до продора јединица НОВЈ у Србију, затим у разбијању четника у Србији, ослобођењу Ваљева и Београдској операцији. После ослобођења Београда, примио је дужност команданта артиљерије Шесте личке пролетерске дивизије, а затим и њене артиљеријске бригаде, и на тој дужности учествовао на Сремском фронту.

### Послератни период
После ослобођења Југославије, завршио је Вишу војну академију „Ворошилов“ у Совјетском Савезу и Вишу војну академију ЈНА. Обављао је високе војне дужности у Југословенској народној армији (ЈНА) и у Савезном секретаријату за народну одбрану (ССНО). Пензионисан је 1976. године у чину генерал-потпуковника ЈНА.
Био је у браку са Миленом Антончић Цврчак, рођеном Бокић (1923—2007), борцем-болничарком Прве чете Краљевачког батаљона Прве пролетерске бригаде, с којом се венчао децембра 1942. године.
Умро је 24. октобра 1997. године у Београду. Сахрањен је у Алеји народних хероја на Новом гробљу у Београду.
Носилац је Партизанске споменице 1941. и других југословенских одликовања, међу којима су — Орден заслуга за народ са златном звездом, Орден братства и јединства са златним венцем, Орден партизанске звезде са сребрним венцем, Орден за храброст и Орден за војне заслуге са златним мачевима. Орденом народног хероја одликован је 20. децембра 1951. године.